# Cuenca (kanton)
Cuenca – kanton w Ekwadorze, w prowincji Azuay. Stolicą kantonu jest Cuenca.